# Huldre
Huldre – duński zespół folk metalowy, założony w 2009 roku w Kopenhadze. Ich muzyka łączyła tradycyjną duńską i nordycką muzykę ludową oraz folklor z rockiem i metalem.
W 2014 roku zespół zdobył trzecie miejsce w Wacken Open Air Battle.
W 2019 roku Huldre poinformowało o rozwiązaniu zespołu, a także zapowiedziało pożegnalne koncerty na Wacken Winter Nights, w Århus oraz Kopenhadze, które odbyły się odpowiednio 24 lutego, 16 i 29 marca.

## Muzycy
- Nanna Barslev – wokal
- Bjarne Kristiansen – bas
- Troels Noergaard – lira korbowa i flet
- Laura Beck – skrzypce
- Lasse Olufson – gitara i lutnia
- Jacob Lund – bębny i perkusja

## Dyskografia
- 2010 – Huldre (demo)
- 2012 – Intet Menneskebarn
- 2016 – Tusmørke